# Halfway (cráter)
Halfway es un pequeño cráter lunar situado en las Tierras Altas de Descartes, visitado por los astronautas del Apolo 16. El nombre del cráter fue adoptado formalmente por la Unión Astronómica Internacional en 1973. Se localiza al norte del cráter Spook, a medio camino entre el lugar de aterrizaje del Apolo 16 y los cráteres Flag y el mucho más pequeño Plum.
|  |

El módulo lunar Orion del Apolo 16 aterrizó entre los cráteres North Ray y South Ray el 21 de abril de 1972. Los astronautas John Young y Charles M. Duke exploraron el área entre los cráteres en el transcurso de tres EVAs utilizando un Lunar Roving Vehicle o rover. Visitaron Halfway en la EVA 1, recorriendo el pasillo existente entre su borde sur y el borde norte de Spook en su recorrido de ida y vuelta hacia Flag.
El cráter Halfway tiene aproximadamente 110 m de diámetro, y se inserta en la Formación Cayley del Período Ímbrico.

## Denominación
Su nombre es debido a su posición "a medio camino" ("halfway" en inglés) entre el lugar de aterrizaje del módulo lunar y los cráteres Flag y Plum. Tiene su origen en las denominaciones topográficas utilizadas en la hoja a escala 1/50.000 del Lunar Topophotomap con la referencia "78D2S1 Apollo 16 Landing Area".

## Referencias

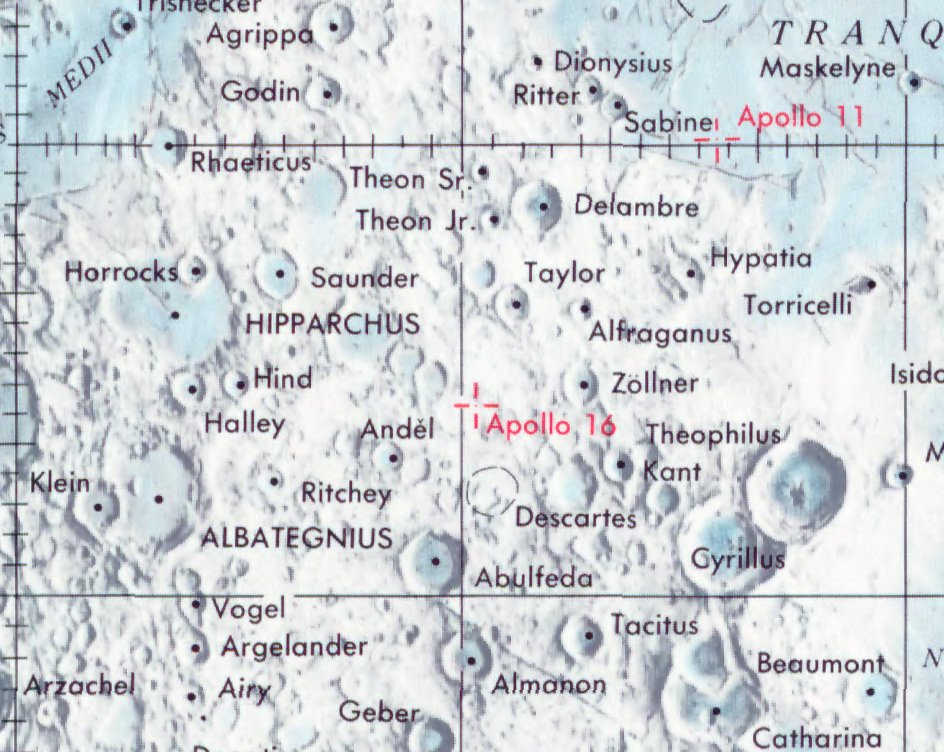
Localización del lugar de aterrizaje del Apolo 16